# Automeris orestes
Espèce
Automeris orestes est une espèce de papillons de la famille des Saturniidae.